# Starz
Starz er en amerikansk kabel-tv-kanal ejet af Starz, Inc., et datterselskab af Lionsgate. Det blev lanceret den 1. februar 1994.